# Karl Muser
Karl Muser (geboren 9. November 1833 in Müllheim im Markgräflerland; gestorben 7. April 1917 ebd.) war ein deutscher Gastwirt und Dichter, der in alemannischem Dialekt schrieb.

## Leben
Muser wurde als Sohn eines Metzgers und Wirts geboren und übernahm die Tätigkeit seines Vaters. Nebenher schrieb er Gedichte auf Alemannisch, die er ab 1857 publizierte. Zudem erschien 1888 eine Anthologie namens Blumen am Wege.
In der Wilhelmsstraße 7, wo Musers einstmals wirkte, hängt heute eine Gedenktafel.

## Beispielgedicht
Zur Einweihung einer neuen Rheinbrücke in Neuenburg schrieb Muser folgendes Gedicht:
„Do stoht si jez die flotti Brueck 

Bechränzt, im holde Maieschmuck,

Als wie ne Brut, bild ich mir i,

Sie streckt ihr Arm frei üb’re Rhi;

Denn dort, us uns’rem Bruederstamm

Erwartet sie ihr Bräutigam,

E munter Bürschli „der Vercheer“.

Me führt en i mit großer Ehr’,

E Festzueg weiß kei Mensch wie lang 

Begrüßt en froh mit Sang un Chlang. 

He jo, denk wohl isch d’Hochzit gli; 

D ’Gäst steh’n scho z’tausigwis am Rhi, 

Uf beide Site, s’isch e Freud 

Un hen als Gobe Blueme g’streut;

Jo, Alles harrt der Weihestund’,

Wo g’schlosse wird der neue Bund. 

Grad wie no uns’rem Landesg’setz 

E jede Bürgermeister jez 

Die Liebespärli zämme git;

So wird’s au do behandlet hüt,

Un „d’Jumpfer Brueck“ dem 

„Herr Vercheer“

Fest übergeh in Treu un Ehr.

Zum chüße hen si sich schiniert, — 

Doch wird e Tusch druf musizirt,

Un Böllersalve schalle dri,

Me singt vereint „die Wacht am Rhi“,

Un s’Elsiß, Bade, einsin Sproch,

Rieft fröhlich: „Kaiser Wilhelm hoch!“

Der dur d’Regierig b’schließe loh,

Zum Volkswohl mög das Band bestoh.

He jo, wills Gott, me wünscht im Land 

Viel Glück sich vu dem feste Band,

Das s’Ober-Elsiß, treu un guet,

Mit uns’rem Breisgau eine thuet.

M ög’s si e Band für alli Zit,

Das Sege spendet nooch un wit,

Nit nur allei für d’Industrie,

Für G’schäft un Handel her un hie,

Nei, eis das d’Herze nöcher bringt,

In Eintracht sich um d’Völker schlingt,

Das ime sanfte Geist versöhnt 

Un s’ländlich Lebe uns verschönt.“

## Bibliographie
- Blumen am Wege. Gedichte in Schriftsprache und alemannischer Mundart. Selbstverlag, Müllheim 1888.

## Weblink
- Muser, Karl auf LEO-BW